# かぞくを編む
『かぞくを編む』（かぞくをあむ）は、慎結による日本の漫画作品。『BE・LOVE』（講談社）にて2018年第15・16号に掲載された読み切り前後編が好評価を得て、2018年第22号より巻頭カラーで正式に連載が開始され、2019年11月号まで連載された後、単行本全3巻で完結した。
キャッチコピーは、「特別養子縁組でいのち結ぶ物語」。

## 主な登場人物ほか
民間養子縁組あっせん機関「ひだまりの子」
公益社団法人で、定期的に「特別養子縁組 養親希望者説明会」を開催。養子縁組業務のみでなく、妊娠・出産段階での女性の悩み相談から始まり、養子縁組成立後に数年経過しても養親から再び連絡があれば家族のトラブル解決・フォローなども行っている。
須田 ひより（）
主人公。民間養子縁組あっせん機関「ひだまりの子」で働く新人。子ども、養親（ようしん）、産みの親に誠心誠意向き合う熱血ケースワーカー・28歳。
宮本（）
「ひだまりの子」所長で、ひよりの上司。冷静に物事を見つめながら、日々厳しくひよりを指導
三輪（）
「ひだまりの子」で働く同僚女性で、ひよりの先輩にあたる。
志音（）
大学に通う年の離れたひよりの弟で、集合住宅にて同居中。料理上手。
本田（）
児童相談所の男性職員（公務員）。ひよりとは喧嘩しながらも仲が良い？連載開始前の読み切りから登場しているが、連載開始後は第6話より再登場。

## 書誌情報
- 慎 結『かぞくを編む』 講談社〈BE LOVE KC[注 2]〉、全3巻。
  1. 2019年4月12日発行・発売[講 2][15]、ISBN 978-4-06-515392-5
  2. 2019年7月12日発行・発売[講 3]、ISBN 978-4-06-516374-0
  3. 2019年12月13日発行・発売[講 1]、ISBN 978-4-06-517767-9